# Британські Підвітряні острови
Британські Підвітряні острови (англ. British Leeward Islands) — колонії Британії починаючи з 1833 року. В 1871 році колонії отримали назву Федеральні колонії Навітряних островів. В 1958 році острови доєдналися до Федерації Вест-Індії.

## Історія
У 1671-1816 існувала британська колонія Підвітряних островів, яка була розділена на дві частини: Антигуа, Барбуда та Монтсеррат в одній колонії, Сент-Крістофер, Невіс, Ангілья та Віргінські острови в іншій. Так само як і Навітряні острови колонія була створена в 1833 році, об'єднавши обидві частини.
У 1871 році до Підвітряних островів доєдналася Домініка і колонії отримали нову назву — Федеральні колонії Підвітряних островів. 3 січня 1958 року Британські Підвітряні острови доєдналися до Федерації Вест-Індії. В 1962 федерацію було остаточно розпущено.